# Фридберг, Джейсон
Дже́йсон Фри́дберг (англ. Jason Friedberg; род. 13 октября 1971, Нью-Джерси) — американский сценарист, продюсер и режиссёр. Известность получил как автор сценария фильмов «Неистребимый шпион» (1996) и «Очень страшное кино» (2000). С 2006 года в соавторстве с Аароном Зельтцером снимает фильмы в качестве режиссёра.

## Режиссёрский стиль
Фильмы Фридберга и Зельтцера основаны на использовании сатирического, пародийного и часто «сортирного» юмора, востребованного некоторыми группами зрителей. В прокате их работы в основном коммерчески успешны (фильм «Знакомство со спартанцами» при бюджете в 30 миллионов долларов обеспечил сборы по всему миру в сумме 85 миллионов). Все фильмы режиссёров в разные годы в тех или иных номинациях претендовали на антипремию «Золотая малина». «Знакомство со спартанцами» занимает 95-е, «Очень эпическое кино» — 68-е, «Нереальный блокбастер» — 21-е место в списке 100 худших фильмов по версии IMDb.

## Критические отзывы
- О фильме «Киносвидание» (San Francisco Chronicle): «Фильм — неубедительная пародия на Голливудские мелодраммы… За неимением другого материала, режиссёры вновь и вновь обращаются к поверхностному юмору. Единственный трюк, пожалуй, который они забыли использовать — подложенная на кресло вонючая подушка».[6]
- О фильме «Очень эпическое кино» (Аргументы и Факты): «Ужасающая комедия, пародирующая неплохие, в общем-то фильмы. Шутки в ней по большей части просто тупые, варьируются только оттенки — от непристойных до вгоняющих в ступор».[7]
- О фильме «Знакомство со спартанцами» (Кинокадр. Ру): «Наловчившись на „Очень эпическом кино“, дуэт специалистов по низким рейтингам снял именно то, что давно стоило попробовать снять — настоящую УСку (здесь — Упрощённый Сценарий) по всем правилам жанра — когда с любовью к первоисточнику вовсю изгаляются над конкретными героями, в точности воспроизведёнными сценами и общим пафосом фильма-оригинала».[8]

## Фильмография

### Режиссёр
- 2006 — Киносвидание / Date Movie
- 2007 — Очень эпическое кино / Epic Movie
- 2008 — Знакомство со спартанцами / Meet the Spartans
- 2008 — Нереальный блокбастер / Disaster Movie
- 2010 — Вампирский засос / Vampires Suck
- 2013 — Очень голодные игры / The Starving Games
- 2015 — Суперфорсаж / Super Fast

### Сценарист
- 1996 — Неистребимый шпион / Spy Hard
- 2000 — Очень страшное кино / Scary Movie
- 2006 — Киносвидание
- 2007 — Очень эпическое кино
- 2008 — Знакомство со спартанцами
- 2008 — Нереальный блокбастер
- 2010 — Вампирский засос
- 2013 — Очень голодные игры
- 2015 — Суперфорсаж

## Награды и номинации
- «Золотая малина», 2008 — номинация в категории «Худший сценарий» за «Очень эпическое кино»[9][10]
- «Золотая малина», 2009 — номинации в категориях «Худший сценарий» и «Худшая режиссура» за «Нереальный блокбастер»[11][12]
- «Золотая малина», 2011 — номинации в категориях «Худший сценарий» и «Худшая режиссура» за «Вампирский засос»[13][14]